# Günther Beck (Geograph)
Günther Beck (* 24. Dezember 1939 in Eger, heute Cheb in Tschechien; † 3. Dezember 2022 in Göttingen) war ein deutscher Geograph und Hochschullehrer.
Beck war Direktor des Instituts für Geographie und ihre Didaktik, Landeskunde und Regionalforschung, Abteilung Wirtschafts- und Sozialgeographie, an der Universität Flensburg.

## Wissenschaftlicher Werdegang
Nach dem Studium an der Universität Heidelberg (Geographie, Mathematik, Leibeserziehung, Pädagogik, Philosophie), das er mit dem Staatsexamen für das Lehramt an Gymnasien (Geographie, Mathematik, Leibeserziehung) abschloss, war er Lehrer an Gymnasien.
Es folgte ein Aufbaustudium an den Universitäten Heidelberg und Göttingen (Geschichte, Wirtschaftswissenschaft, Soziologie). Während seiner Zeit als Wissenschaftlicher Assistent an der Universität Göttingen ab 1970 wurde er 1979 zum Dr. phil. promoviert.
Beck erhielt Lehraufträge an den Universitäten Oldenburg (1978/79) und Gießen (1979) und war ab 1982 Hochschulassistent an der Universität Göttingen. Die Habilitation zum Dr. rer. nat. habil. erfolgte 1989. Danach hatte er Vertretungsprofessuren an der Universität Göttingen (1990) und an der Pädagogischen/Bildungswissenschaftlichen Hochschule Flensburg (1993) inne.
1995 wurde er außerplanmäßiger Professor an der Universität Göttingen und war schließlich von 1997 bis 2005 als Lehrstuhlinhaber Professor an der Universität Flensburg.

## Jüngere Publikationen
- 2019: "Schmugglernest Wimpfen". (Beiträge zur Wimpfener Stadt- und Salinengeschichte; Band 2) Bad Wimpfen 2019
- 2018: Die salinistische Bergwirtschaft. Hermeneutik und Pragmatik der Sole- und Steinsalzsuche. In: Ingenhaeff, Wolfgang / Bair, Johann (Hrsg.): Bergbau auf Salz. (16. Internationaler Montanhistorischer Kongress. Hall in Tirol – Sterzing – Schwaz 2017. Tagungsband). Wattens 2018, S. 154–165.
- 2017: (Herausgeber; unter redaktioneller Mitarbeit von Hermann Wirth) Journal of Salt History / Annales d'Histoire du Sel / Jahrbuch für Salzgeschichte, Vol. 13/14 (2017), Themenheft "Aspekte des Energieaufwands / der Energieversorgung in der Salzindustrie – in Geschichte und Gegenwart". Wattens 2017
- 2015: Moderne Gewerken. Gründer, Eigner und Aktionäre eines Unternehmens der Salzindustrie des frühen 19. Jahrhunderts. In: Ingenhaeff, Wolfgang / Bair, Johann (Hrsg.): Bergbau und Persönlichkeiten (13. Internationaler Montanhistorischer Kongress. Hall in Tirol – Schwaz – Sterzing 2014. Tagungsband). Wattens 2015, S. 49–68.
- 2014b: Bekriegen und Befrieden. Über Handels- und Verkehrskonflikte in der Salzwirtschaft süddeutscher Territorialstaaten des frühen 19. Jahrhunderts. In: Ingenhaeff, Wolfgang / Bair, Johann (Hrsg.): Bergbau und Krieg (12. Internationaler Montanhistorischer Kongress. Sterzing – Hall in Tirol – Schwaz 2013. Tagungsband). Wattens 2014, S. 23–39.
- 2012: (Herausgeber; redaktionelle Mitarbeit: Hermann Wirth) Journal of Salt History / Annales d'Histoire du Sel / Jahrbuch für Salzgeschichte, Vol. 12 (2012), Themenheft "Salzmuseen"
- 2010: Die Bildung von Bergrevieren in der Salzwirtschaft (dargelegt an Beispielen aus Mitteleuropa). In: Ingenhaeff, Wolfgang / Bair, Johann (Hrsg.): Bergbau und Berggeschrey. Zu den Ursprüngen europäischer Bergwerke (8. Internationaler Montanhistorischer Kongress. Schwaz – Sterzing 2009. Tagungsband). Hall in Tirol / Wien 2010, S. 39–58.
- 2009: Das Aufbrechen der traditionellen Salzabsatzmärkte an der Wende vom 18. zum 19. Jahrhundert. Wirtschaftspolitische Ursachen und Entscheidungsgründe. In: Westermann, Angelika / Westermann, Ekkehard (Hg.) / unter Mitwirkung von Josef Pahl: Wirtschaftslenkende Montanverwaltung – Fürstlicher Unternehmer – Merkantilismus. Husum 2009, S. 393–422.
- 2008: (mit Wolfgang Aschauer und Jörg Becker) Einführung: Kritische Geographie? Kritische Geographie! In: Geographische Revue 10 (2008), H. 2, S. 5–6.
- 2006b: (Hg.) Geographische Hochschulmanuskripte N. F. = Geographische Revue Beihefte. H. 2: Schultz, Hans-Dietrich: Friedrich Ratzel: (k)ein Rassist? Flensburg 2006
- 2006a: Einführung: Geographische Nachschlagewerke. In: Geographische Revue 8 (2006), H. 2, S. 5–36.
- 2005: (Hg.) Geographische Hochschulmanuskripte N. F. = Geographische Revue Beihefte. H. 1: Jan Christian Bonse: Die russische Minderheit im Baltikum. Die gesellschaftlichen und kulturellen Neuorientierungen in Folge des politischen Wandels in einer "Übergangsregion" zwischen Ost und West. Flensburg 2005
- 2004b: Die Wirklichkeit der Welt erfassen oder Der (Geographie-)Unterricht fängt erst da an, interessant zu werden, wo er zur Wissenschaft wird ... In: Geographische Revue 6 (2004), H. 2, S. 59–80.
- 2004a: Die Gegenwart der Vergangenheit. Über den medialen Umgang mit der Geschichte des Friedrich-Wilhelm Lübke-Kooges. In: Kohly, Alexander (Hrsg.): 50 Jahre Friedrich-Wilhelm-Lübke-Koog. Heide 2004, S. 86–101.
- 2003: Wieder zu lesen: Alexander von Humboldts Kosmos. In: Geographische Revue 5 (2003), H. 1, S. 49–59.
- 2002b: Die Aktiengesellschaft Ludwigshalle Wimpfen und das Kartell der Neckarsalinen – frühe industriekapitalistische Organisationsformen des 19. Jahrhunderts. In: F. Götzfried (Hrsg.): Salz und Sole in Wimpfen. Beiträge zur Wimpfener Stadt- und Salinengeschichte. Bad Wimpfen 2002, S. 82–101.
- 2002a: Salzsuche und Salinengründungen zu Beginn des 19. Jahrhunderts in den thüringischen Staaten und im Königreich Sachsen. In: Herausgebergremium der Bauhaus-Universität Weimar / Wirth, H. (Hrsg.): Investitionen im Salinenwesen und Salzbergbau – Globale Rahmenbedingungen. regionale Auswirkungen, verbliebene Monumente. (Thesis – Wissenschaftliche Zeitschrift der Bauhaus-Universität Weimar, Jg. 2002, H. 4/5) Weimar 2002, S. 174–191.
- 2001b: Risikokapital in der Frühzeit der Industrialisierung – ein Fallbeispiel aus der Salzwirtschaft Mitteleuropas. In: Litchfield, Carol D. / Palme, Rudolf / Piasecki, Peter (Hrsg.): Le Monde du Sel. Mélanges offerts à Jean-Claude Hocquet. (Journal of salt-history / Annales d'histoires du sel / Jahrbuch für Salzgeschichte; 8–9) Schwaz 2001, S. 151–179.
- 2001a: Die Salinenunternehmungen und Salzbohrversuche von Carl Christian Friedrich Glenck. Über die Frühphase des Industrialisierungsprozesses in der Salzwirtschaft Mitteleuropas. In: Hellmuth, Thomas / Hiebl, Ewald (Hrsg.): Kulturgeschichte des Salzes. 18.–20. Jahrhundert. Wien und München 2000, S. 89–106.
- 2000: Warum sieht Ostpreußen (immer noch) so ostpreußisch aus? Anmerkungen zur mentalen Repräsentation regionaler Einheiten. In: Aschauer, Wolfgang / Beck, Günther / Haußer, Karl (Hrsg.): Heimat und regionale Identität. (Zeitschrift für Kultur- und Bildungswissenschaften; 10) Flensburg 2000, S. 79–87.

## Herausgeberschaften
- Geographische Hochschulmanuskripte: 12 Bände (1973–1985), Mitherausgeber, seit 1973
- Geographische Revue: 16 Jahrgänge (1999–2015), Mitherausgeber, seit 1999
- Geographische Hochschulmanuskripte N. F. = Geographische Revue Beihefte: 2 Hefte (2005–2006), Herausgeber, seit 2005
- Journal of Salt History / Annales d'Histoire du Sel / Jahrbuch für Salzgeschichte: 12 Jahrgänge (1993–2012), Herausgeber, seit 2012